# 佐々木若葉
佐々木 若葉（ささき わかば）は、日本のアナウンサー。テレビ朝日所属。